# 29753 Сільвіо
29753 Сільвіо (29753 Silvo) — астероїд головного поясу, відкритий 10 лютого 1999 року.
Тіссеранів параметр щодо Юпітера — 3,501.